# Raúl Lozano
Raúl Lucio Lozano (3 de setembro de 1958) é um treinador ex-voleibolista argentino.

## Carreira
Dirigiu a Espanha, a Seleção Polonesa entre 2005-2008, Alemanha e atualmente a China.
Raúl Lozano comandou da seleção iraniana de voleibol masculino. Em 2016, representou seu país na sua primeira participação no voleibol nos Jogos Olímpicos de Verão no Rio de Janeiro, que ficou em 8º lugar. Atualmente é técnico da seleção de voley masculino da china.